# 丁世兄
丁世兄（發音：[ʔɗïŋ˧˧ tʰe˧˦ hwïŋ̟˧˧]；1953年5月15日—），越南南定省春長縣春堅社人，越南共产党主要领导人之一，第十一届、十二届中央政治局委员。曾经担任越共中央书记处常务书记、越南共产党中央宣教部部长、越南共产党中央理论委员会主席。丁世兄与现任越共中央总书记阮富仲一样，出身党务、理论战线系统和主持宣传工作，并曾留学苏联。2017年8月开始休假治病。

## 简历
丁世兄于1953年在北越南定省春長縣春堅社出生，1971年参加越南人民军，1974年加入越南劳动党（现称共产党），后来赴苏联留学并获得新闻学博士学位。1998年起担任越共党报《人民报》的副总编辑，2001年起进入越南共产党中央委员会，同年升任《人民报》的总编辑。2005年起连任两届越南记者协会主席。在2011年的越共十一大上当选越共中央政治局委员，并出任越共中央书记处书记、越南共产党中央宣教部部长，2016年越共十二大上连任中央政治局委员，并出任中央书记处常务书记。